# اریک کاروترز
اریک کاروترز (انگلیسی: Eric Carruthers؛ ۱۰ نوامبر ۱۸۹۵ – ۱۹ نوامبر ۱۹۳۱) بازیکن هاکی روی یخ اهل کانادا بود.